# タウア州

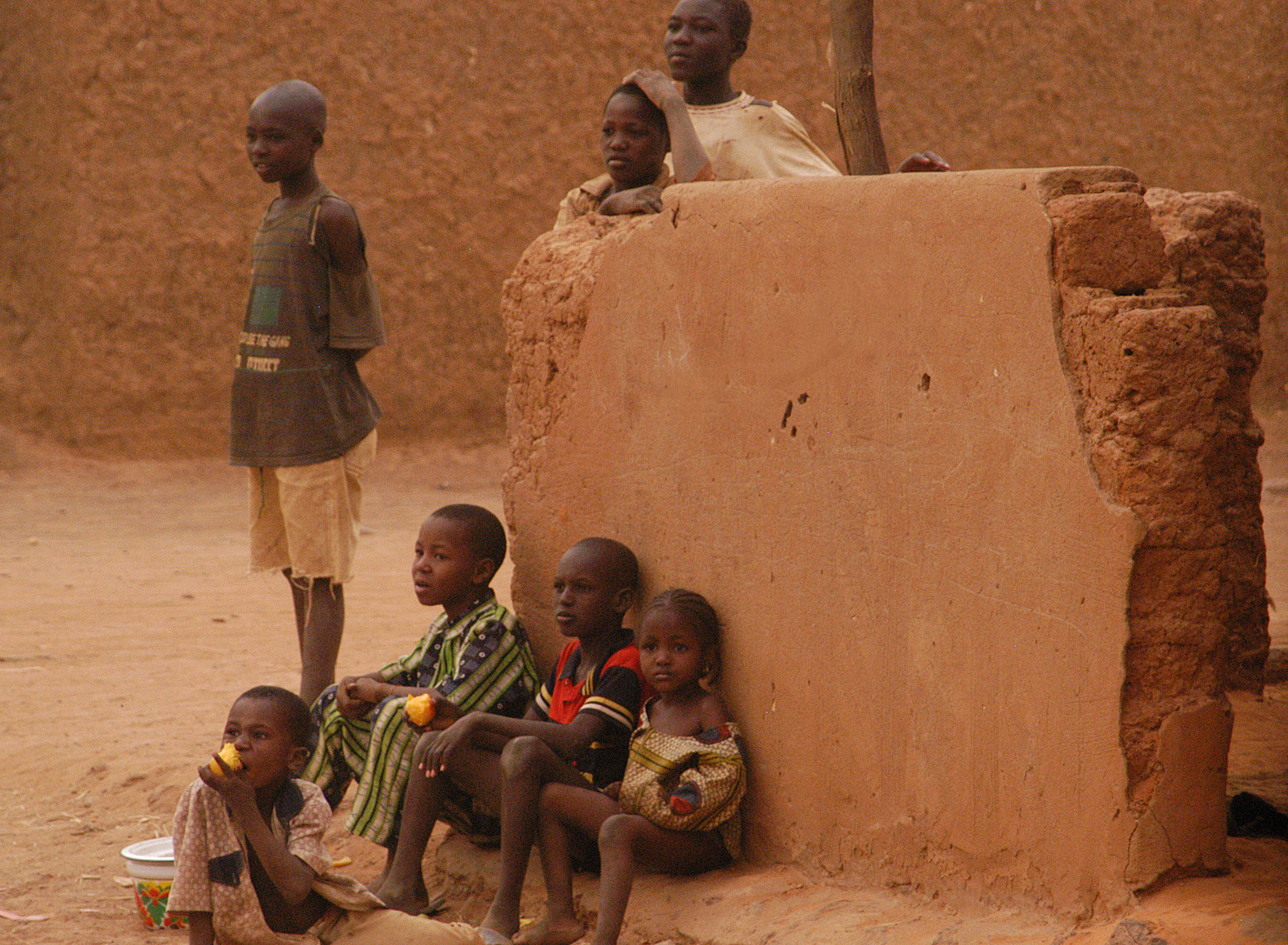
タウア市内

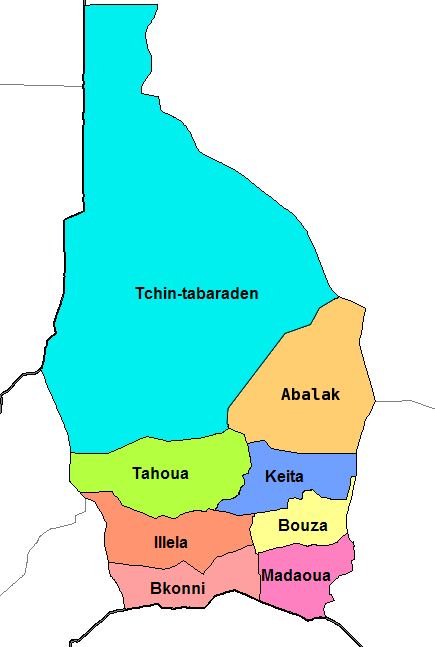
タウア州の県

タウア州（タウアしゅう、フランス語: Région de Tahoua）はニジェールの行政区画
。
面積は約10.7万km2で、ニジェール全土の8.4%を占める。
2011年の人口は約274.2万人。
州都はタウア。

## 地理
タウア州はニジェールの西部にあたり、西と北をマリ、南をナイジェリアと接している。また、東側はアガデス州、マラディ州、西側はティラベリ州、ディファ州と隣接している。

## 経済
州内は燐鉱石や錫等の鉱業資源が豊富であり、アラビアゴム、タマネギ加工などの軽工業も近年は発達している。

## 下部行政区画
タウア州は、8県（Département）に分けられる。
1. ケイタ県（英語版）(Keita)--- ケイタ（英語版）
2. ビルニ・ンコニ県（英語版）(Birni N'konni) --- ビルニ・ンコニ（英語版）
3. ブーザ県（英語版）(Bouza) --- ブーザ（英語版）
4. イェラ県（英語版）(Illéla) --- イェラ（英語版）
5. アバラ県（英語版）(Abalak) --- アバラ（英語版）
6. マダウワ県（英語版）(Madaoua) --- マダウワ（英語版）
7. タウア県（英語版）(Tahoua) --- タウア
8. チン・タバラディーヌ県（英語版）(Tchin Tabaradine)--- チン・タバラディーヌ（英語版）